# Municipio de Noble (condado de LaPorte)
El municipio de Noble (en inglés: Noble Township) es un municipio ubicado en el condado de LaPorte en el estado estadounidense de Indiana. En el año 2010 tenía una población de 1625 habitantes y una densidad poblacional de 20,03 personas por km².

## Geografía
El municipio de Noble se encuentra ubicado en las coordenadas 41°28′25″N 86°45′43″O / 41.47361, -86.76194. Según la Oficina del Censo de los Estados Unidos, el municipio tiene una superficie total de 81.14 km², de la cual 81,06 km² corresponden a tierra firme y (0,09 %) 0,08 km² es agua.

## Demografía
Según el censo de 2010, había 1625 personas residiendo en el municipio de Noble. La densidad de población era de 20,03 hab./km². De los 1625 habitantes, el municipio de Noble estaba compuesto por el 97,29 % blancos, el 0,43 % eran afroamericanos, el 0,06 % eran amerindios, el 0,12 % eran asiáticos, el 0,25 % eran de otras razas y el 1,85 % eran de una mezcla de razas. Del total de la población el 1,72 % eran hispanos o latinos de cualquier raza.